# Interstate 580 (Kalifornien)
Die Interstate 580 (kurz I-580) ist ein Interstate Highway der als Ausläufer der Interstate 80 in der San Francisco Bay Area im nördlichen Kalifornien eine Verbindung zur Interstate 5 herstellt. Einige Teile der Strecke Tragen Namen, so wie MacArthur Freeway, John T. Knox Freeway, Eastshore Freeway, Arthur H. Breed Jr. Freeway und William Elton “Brownie” Brown Freeway.
Diese Strecke ist Teil des California Freeway and Expressway System und kommt für das State Scenic Highway System infrage. Die Blue S Linie des Bay Area Rapid Transit verläuft teilweise zwischen den Richtungsfahrbahnen der I-580.

## Weblinks

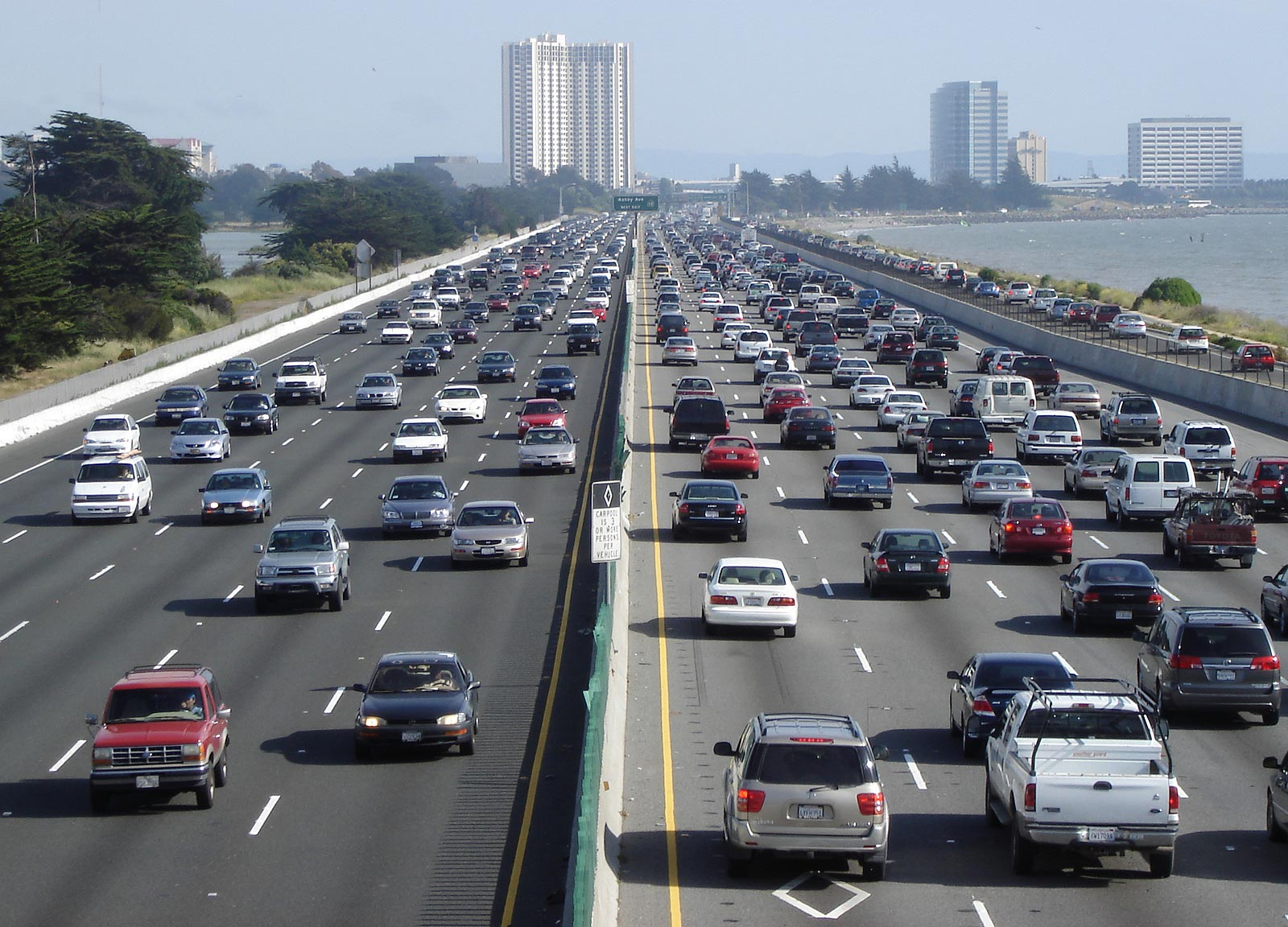
Interstate 580 bei Berkeley